# Návrat Agnieszky H.
Návrat Agnieszky H. je dokumentární film z roku 2013 o polské režisérce Agnieszce Hollandové. Tématem je její studium na pražské FAMU v 60. letech 20. století, ve filmu se setkává s bývalými spolužáky, navštěvuje různá místa v Praze, ke kterým se vážou její vzpomínky apod. S filmem se prolínají záběry ze souběžného natáčení televizní série Hořící keř.

## Recenze
- Jakub Jiřiště, Indiefilm.cz